# Altica chamaenerii
Altica chamaenerii är en skalbaggsart som först beskrevs av Lindberg 1926.  Altica chamaenerii ingår i släktet Altica, och familjen bladbaggar. Arten är reproducerande i Sverige.